# Masasteron barkly
Masasteron barkly är en spindelart som beskrevs av Baehr 2004. Masasteron barkly ingår i släktet Masasteron och familjen Zodariidae.
Artens utbredningsområde är Northern Territory, Australien. Inga underarter finns listade i Catalogue of Life.